# Picó de Coscolla
El Picó de Coscolla és una formació rocosa situada en el terme municipal de Castell de Mur, a l'àmbit del poble de Callers, dins de l'antic municipi de Guàrdia de Tremp, al Pallars Jussà. És a l'extrem sud del terme municipal, molt a prop de la carena del Serrat de Fontfreda, pertanyent al Montsec d'Ares, a prop i al nord del Pas d'Emílio i del Pas dels Volters.